# سن خوان د لاس موروس
سن خوان د لاس موروس (به اسپانیایی: San Juan de Los Morros) یک شهر در ونزوئلا و مرکز ایالت گوآریکو است. سن خوان د لاس موروس ۱۲۵٬۳۴۷ نفر جمعیت دارد و ۴۲۸٫۵ متر بالاتر از سطح دریا واقع شده‌است.